# Xiaohui und seine Kühe
Xiaohui und seine Kühe (Originaltitel: Xiaohui he ta de niu, chinesisch ⼩晖和他的⽜, internationaler Titel: Xiaohui and His Cows) ist ein chinesischer fiktionaler Kurzfilm von Lao Xinying aus dem Jahr 2023. Die Weltpremiere fand am 22. Februar 2023 auf der 73. Berlinale statt, wo der Film in der Sektion Generation Kplus gezeigt wurde. Die Generation Kplus Internationale Jury vergab eine lobende Erwähnung an den Film.

## Handlung
Xiaohui lebt auf dem Land bei seinem Großvater. Er kümmert sich um dessen Kuh und um ihr Kalb. Als der Großvater plant, das Kalb zu verkaufen, versteckt Xiaohui die beiden Tiere, damit sie nicht voneinander getrennt werden. Letztlich kann er aber den Abtransport des Kalbs nicht verhindern.
Diese Handlung findet eine Parallele darin, dass Xiaohui seine Mutter vermisst, die in einer Spielzeugfabrik arbeitet und ihn aufgrund der durch die COVID-19-Pandemie bedingten Reisebeschränkungen nicht besuchen kann. Der Film wirft ein Licht auf die Situation von Kindern in China, die bei Verwandten aufwachsen, während ihre Eltern in weit entfernte Industriezentren ziehen, um dort Arbeit zu finden und die Familie zu ernähren.

## Produktion
Regie führte Lao Xinying, die auch das Drehbuch schrieb und gemeinsam mit Youmin Kang für den Schnitt verantwortlich war. Die Kameraführung lag bei Hark Xu.
Produziert wurde der Film von Haozheng Li und Xianglian Wei.
Im Film wird neben Mandarin auch Vahcuengh gesprochen, die Sprache der autonomen Region Guangxi, aus der die Regisseurin stammt.

## Rezeption
Xiaohui und seine Kühe erhielt eine lobende Erwähnung der Internationalen Jury für den besten Kurzfilm in der Sektion Generation Kplus:

„Atemberaubende Kinematografie, tief berührende Charaktere und sicheres Storytelling kommen in diesem bewegenden Kurzfilm zusammen. Dies ist die Geschichte von Liebe und Wahlverwandtschaft. Es ist gleichzeitig eine Geschichte vom Überleben und der emotionalen Not beider Charaktere; eines Jungen und einer Kuh.“